# Love Me Like There's No Tomorrow
"Love Me Like There's No Tomorrow" é um single do cantor Freddie Mercury, original do álbum Mr. Bad Guy, sendo o quarto e último single do álbum.